# Nordre Hølands kommun
Nordre Hølands kommun (norska: Nordre Høland kommune) var en kommun i Akershus fylke i sydöstra Norge. Kommunen omfattade ett område i den västra delen av nuvarande Aurskog-Hølands kommun. Tätorten Løken utgjorde kommunens centralort.

## Administrativ historik
Nordre Hølands kommun upprättades den 1 juli 1924 när den dåvarande kommunen Høland delades i två och de båda kommunerna Nordre Høland respektive Søndre Høland bildades. Kommunen hade 3 188 invånare vid upprättandet.
Den 1 januari 1966 gick Nordre Hølands kommun, tillsammans med kommunerna Aurskog, Setskog och Søndre Høland, upp i den då nybildade Aurskog-Hølands kommun. Kommunens hade då 4 261 invånare.